# Denitrifikacija
Denitrifikacija je kemijska reakcija, pri kateri se v nitratu (NO3−) vezan dušik pretvori v prosti dušik (N2). Reakcijo povzročajo določene heterotrofne, redko tudi avtotrofne bakterije v odsotnosti kisika. Pri reakciji se sprosti energija, ki jo bakterije izrabljajo, hkrati pa se v prisotnosti nitrata kot oksidanta kljub odsotnosti kisika oksidirajo oksidirajoče kemijske zvrsti (donorji elektronov), npr. različne organske spojine, žveplov dioksid (H2S) in vodik (H2).

## Reakcije
Reakcija poteka ob celični membrani bakterije. Energija se skladišči v obliki protonskega gradienta (razlike v koncentraciji protonov na obeh straneh membrane). Zato gre za obliko anaerobnega dihanja.
Posamezne stopnje večstopenjske reakcije katalizirajo metaloencimi nitrat-reduktaz, nitrit-reduktaza, CO-reduktaza in N2O-reduktaza:
1.) Nitrat-reduktaza:
{\displaystyle \mathrm {\ NO_{3}^{-}+\ 2\ H^{+}+2\ e^{-}\longrightarrow \ NO_{2}^{-}+\ H_{2}O} }
2.) Nitrit-reduktaza:
{\displaystyle \mathrm {\ NO_{2}^{-}+2\ H^{+}+\ e^{-}\longrightarrow \ NO+\ H_{2}O} }
3.) CO-reduktaza:
{\displaystyle \mathrm {\ 2\ NO+\ 2\ H^{+}+\ 2\ e^{-}\longrightarrow \ N_{2}O+H_{2}O} }
4.) N2O-reduktaza:
{\displaystyle \mathrm {\ N_{2}O+2\ H^{+}+2\ e^{-}\longrightarrow \ N_{2}+H_{2}O} }